# .32 ACP

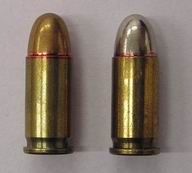
표준 (왼쪽) 및 니켈 코팅된 군용 (오른쪽) 전피갑탄(FMJ) .32 ACP 탄약

.32 ACP (콜트 자동권총탄, 일명 .32 Auto, .32 Automatic, 7.65mm 브라우닝 또는 7.65×17mmSR)은 센터파이어 피스톨 탄약통이다. 이 탄약은 총기 설계자 존 브라우닝이 FN M1900 반자동 권총에 사용하기 위해 개발한 세미림드, 일자형 탄피 탄약이다. 1899년 파브리크 나시오날에서 출시되었다.

## 역사
존 브라우닝은 여러 현대적인 반자동 권총 메커니즘과 탄약을 설계했다. 그의 첫 번째 권총 탄약인 .32 ACP는 신뢰할 수 있는 블로우백 방식 작동을 위해 일자형 탄피가 필요했으며, 박스 탄창에서 신뢰할 수 있는 장전을 위해 작은 림이 필요했다. 이 탄약은 림에서 헤드스페이스가 정해진다. 이 탄약은 성공을 거두어 수십 개국과 여러 정부 기관에서 채택되었다.
.32 ACP 탄약이 출시되었을 때 즉시 인기를 얻었으며, 당시 여러 블로우백 자동 권총에서 사용할 수 있었다. 여기에는 콜트 M1903, 새비지 모델 1907 자동 권총, 루비 피스톨 및 브라우닝 모델 1910 자동 권총이 포함된다. 영국의 총기 전문가 제프리 부스로이드가 동포 작가 이언 플레밍에게 제임스 본드의 권총은 .32 ACP 탄을 사용하는 발터 PPK여야 한다고 알려준 후 총기의 인기가 높아졌다. 이 탄약을 추천하는 데 중요한 요소는 1950년대에 전 세계적으로 구할 수 있었다는 점이었다.
1899년에서 1909년 사이에 파브리크 나시오날은 .32 ACP용 총기 50만 정을 생산했다. 헤클러운트코흐는 1967년에 첫 권총인 HK 4를 생산했다. 독일 경찰과 기타 정부 기관을 위해 .32 ACP로 제작된 HK 4 권총은 12,000정 생산되었다. 티르막스 및 드라이제 카빈에서부터 AR-15 스타일의 아르미 예거 AP-74에 이르기까지 여러 장총이 .32 ACP 탄을 사용하도록 제작되었다.
현대의 이른바 "포켓 피스톨"은 켈텍 P32와 같이 일반적으로 .32 ACP 탄을 사용한다.

## 설계
.32 ACP는 블로우백 반자동 권총용으로 개발되었으며, 이 권총은 후장 잠금 메커니즘이 없다. 존 페더슨은 레밍턴 모델 51로 .32 ACP 탄약을 위한 진정한 잠금식 후장을 제공했다. 탄약의 낮은 위력과 가벼운 탄환 덕분에 브라우닝은 작은 포켓 사이즈 권총에 실용적인 블로우백 메커니즘을 통합할 수 있었다. 이 탄약은 오늘날에도 주로 소형의 저렴한 권총에 사용되며, ISSF 대회에서 사용되지 않는 한 비용이 상승한다. .32 ACP 탄약은 때때로 구경 변환 슬리브에도 사용되며, 이는 보조 약실이라고도 불리며, .30구경 사냥 및 서비스 소총에서 대체 권총 구경 카빈 기능을 제공한다.
SAAMI에서 정의한 .32 오토와 CIP에서 정의한 7.65mm 브라우닝을 비교하는 것이 유용할 수 있다. 일부 탄약 측정값이 0.0063 in (0.16 mm)만큼 차이가 나지만, 이름은 동의어로 간주된다. 그러나 시험 총열에서 트랜스듀서로 측정한 최대 평균 압력은 SAAMI에 따르면 20,500 psi (141 MPa)인 반면, CIP는 최대 1,600 bar (23,000 psi)까지 허용한다. 이는 유럽 제조업체의 탄약이 미국 제조업체의 탄약보다 총구 속도가 더 높은 이유를 설명할 수 있다.

## 성능

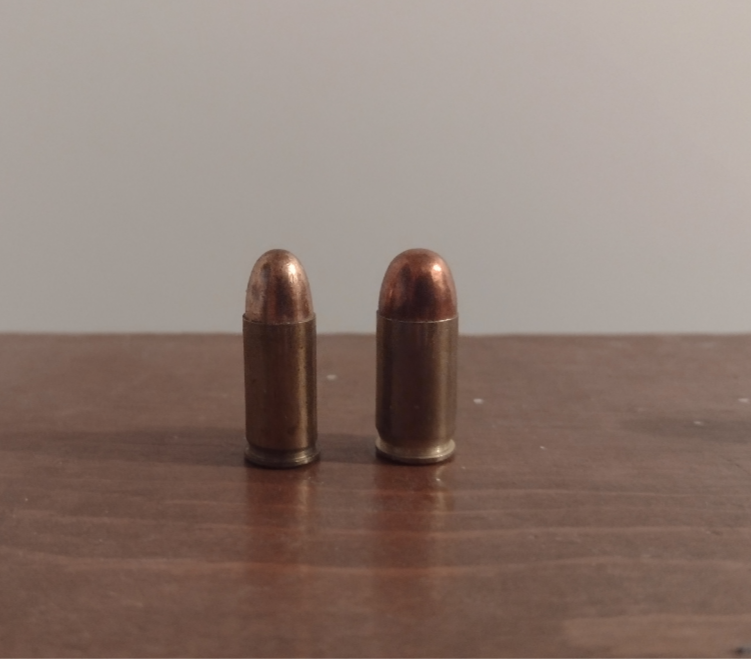
.32 ACP (왼쪽)와 .380 ACP (오른쪽)

.32 ACP는 작고 가볍다. 일부는 저지능이 미미하다고 믿지만, 지난 한 세기 동안 전 세계 군대와 경찰에서 효과적으로 사용되었다. .32 ACP 권총은 전통적으로 강철로 만들어졌지만, 1990년대 이후로 경량 폴리머로 생산되고 있다. 가벼운 무게, 매우 낮은 반동, 그리고 더 큰 구경 권총에 비해 매우 우수한 정확성으로 인해 은닉 휴대용으로 적합하다. .32 ACP 탄약을 사용하는 인기 있는 권총으로는 켈텍 P32, 발터 PP 및 발터 PPK 그리고 발터 PP의 복제품인 FEG PA-63 등이 있다.
이 탄약은 .32 ACP 개발 당시 포켓 방어용 리볼버에 인기 있었던 .32 S&W보다 더 높은 속도와 에너지를 제공한다. 더 가벼운 탄두 무게에도 불구하고, .32 ACP는 성능 면에서 .32 S&W 롱과도 비교할 만하다. 일부 유럽의 73 gr (4.7 g) .32 ACP 장탄은 .32 H&R 매그넘 77 gr (5.0 g) 납 플랫 포인트 및 90 gr (5.8 g) 납 세미와드커터와 유사한 성능을 제공한다.
.32 ACP는 작은 동물도 죽일 수 있지만, 이 탄약을 사용하는 대부분의 권총은 고정식 조준기를 사용하며 비교적 가까운 거리에서 사람 크기의 목표물에 사용하도록 설계되어 사냥용 권총으로서의 유용성을 크게 제한한다.
.32 ACP는 그리너 인도적 도살기(humane killer)와 같은 수의학 "인도적 도살기"에 사용되는 가장 일반적인 구경 중 하나이다.
유럽에서는 이 탄약이 일반적으로 7.65mm 브라우닝으로 알려져 있으며 다른 림 크기를 특징으로 하는데, .32 ACP는 미국보다 항상 더 널리 받아들여졌으며, 민간인, 법 집행관, 보안군에 의한 오랜 사용 역사를 가지고 있으며, 군대에서도 제한적으로 사용되었다. 20세기 후반에 여러 유럽 국가에서는 경찰용으로 9×18mm 마카로프 탄약을 사용하는 총기를 개발하는 동시에 민간인용으로는 .32 ACP 및 .380 ACP 탄약을 사용하는 동일한 권총을 개발했다. 예를 들어 체코슬로바키아의 Vz. 82/CZ-83, 헝가리의 FEG PA-63/AP 765, 스위스의 SIG 자우어 P230, 폴란드의 P-83 와나드 등이 있다.
이 탄약은 켈텍 P32, 베레타 톰캣, 시캠 LWS 32 및 노스 아메리칸 암즈 가디언 .32와 같은 현대의 소형 은닉 휴대 권총에 채택되면서 미국에서 인기가 높아졌다. 이러한 인기의 증가는 많은 탄약 제조업체들이 성능 향상을 위해 이 탄약에 대한 새로운 장탄을 개발하도록 이끌었다. 그러나 이러한 서브컴팩트 총기는 일반적으로 총신 길이가 약 2.5 in (64 mm)이다. .32 ACP용으로 제작된 전통적인 강철 총기는 총신 길이가 약 3.5 in (89 mm)이다. 다른 총신 길이는 탄환 성능에 상당한 영향을 미칠 수 있으며, 총신이 길수록 총구 속도와 에너지가 높아진다. 예를 들어, 코르-본 60 gr (3.9 g) .32 ACP JHP는 2.5 in (64 mm) 총신에서 발사될 때 130 ft·lbf (180 J)의 에너지를 가지며, 3.5 in (89 mm) 총신에서 발사될 때 165 ft·lbf (224 J)의 에너지를 가진다. 더 짧은 총신 길이는 탄환의 사거리를 줄일 수도 있다.

## 갤러리

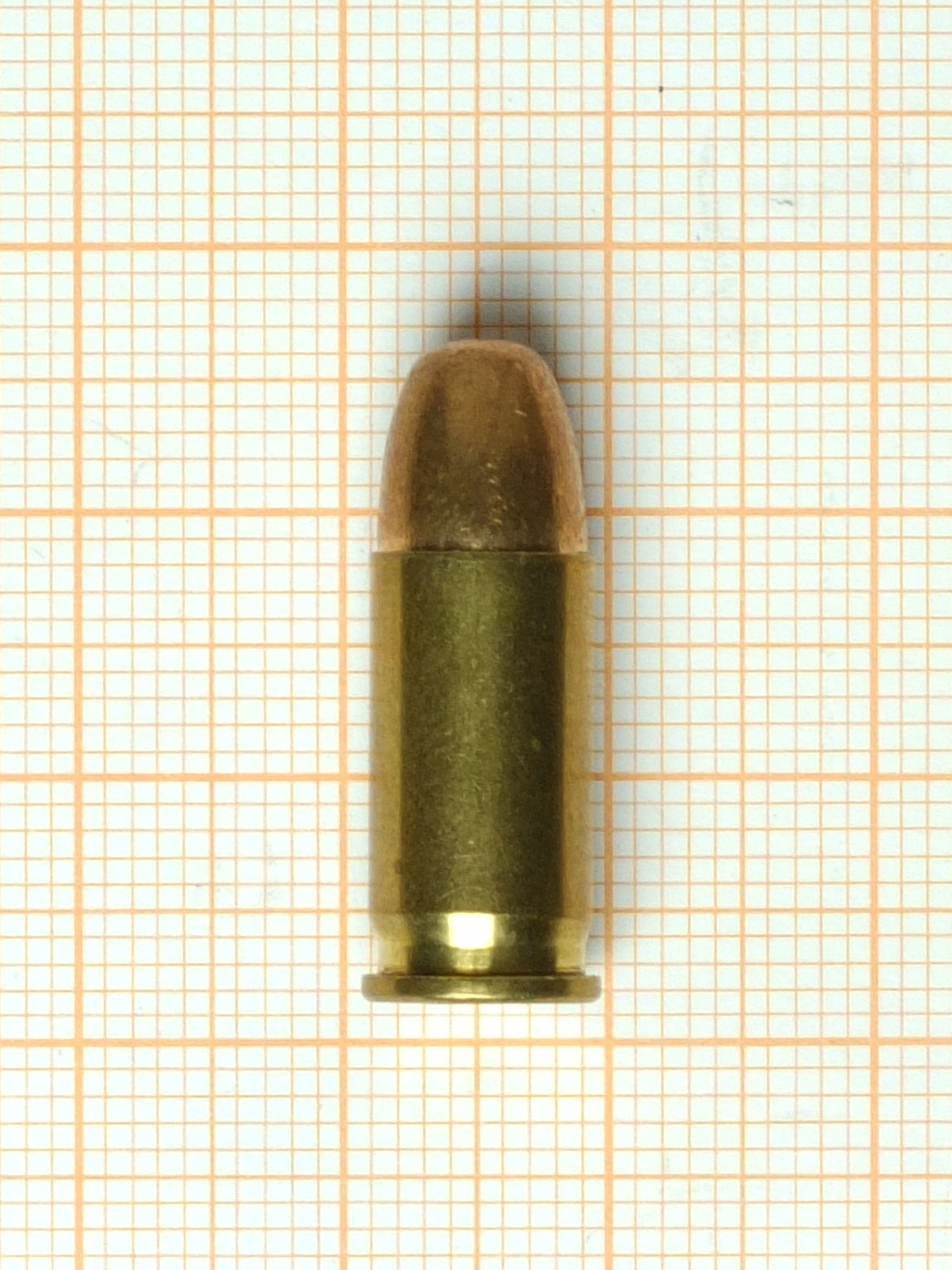
.32 ACP 탄약
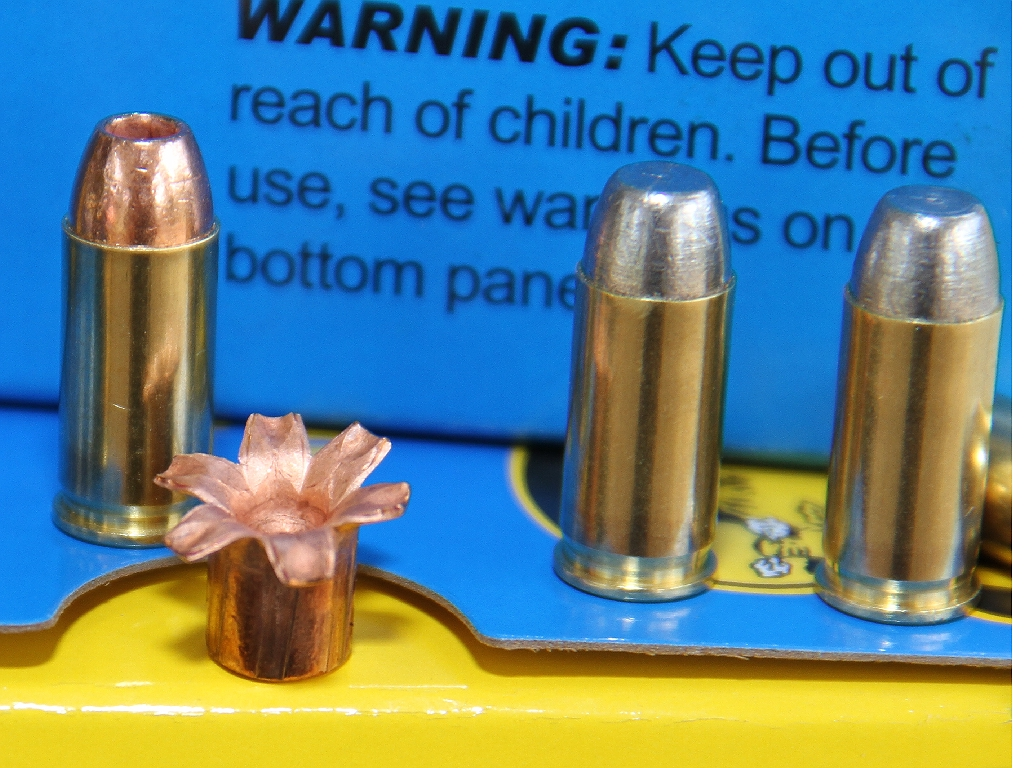
현대적인 .32 ACP 탄약은 확장성이 향상된 더 무거운 탄두를 포함한다
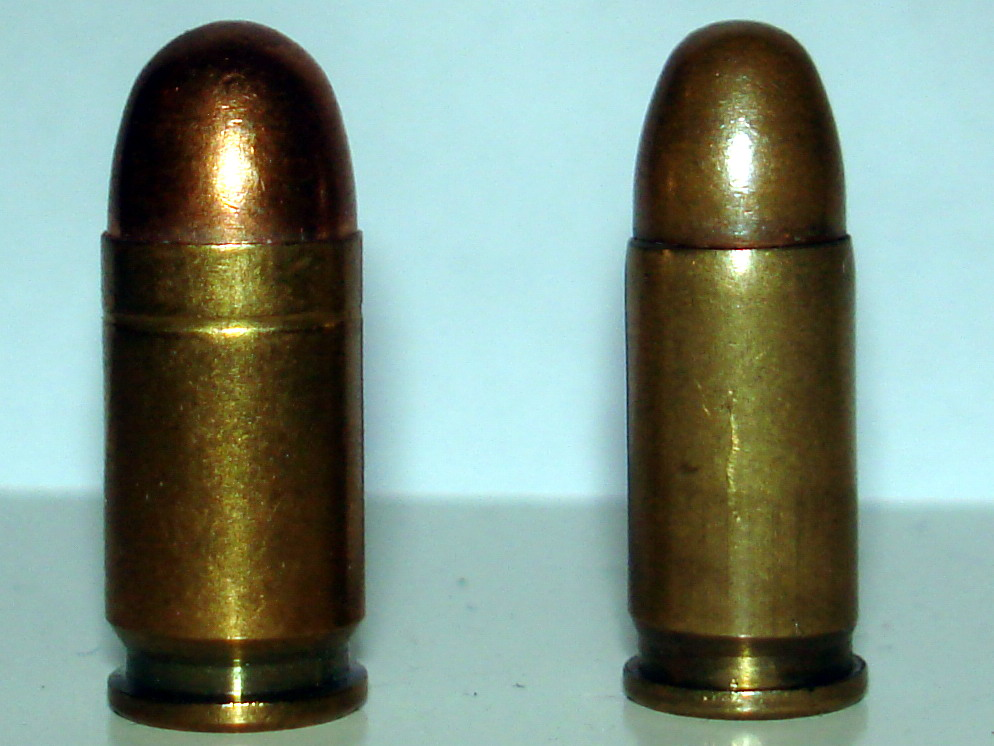
.380 ACP (왼쪽)와 .32 ACP (오른쪽)
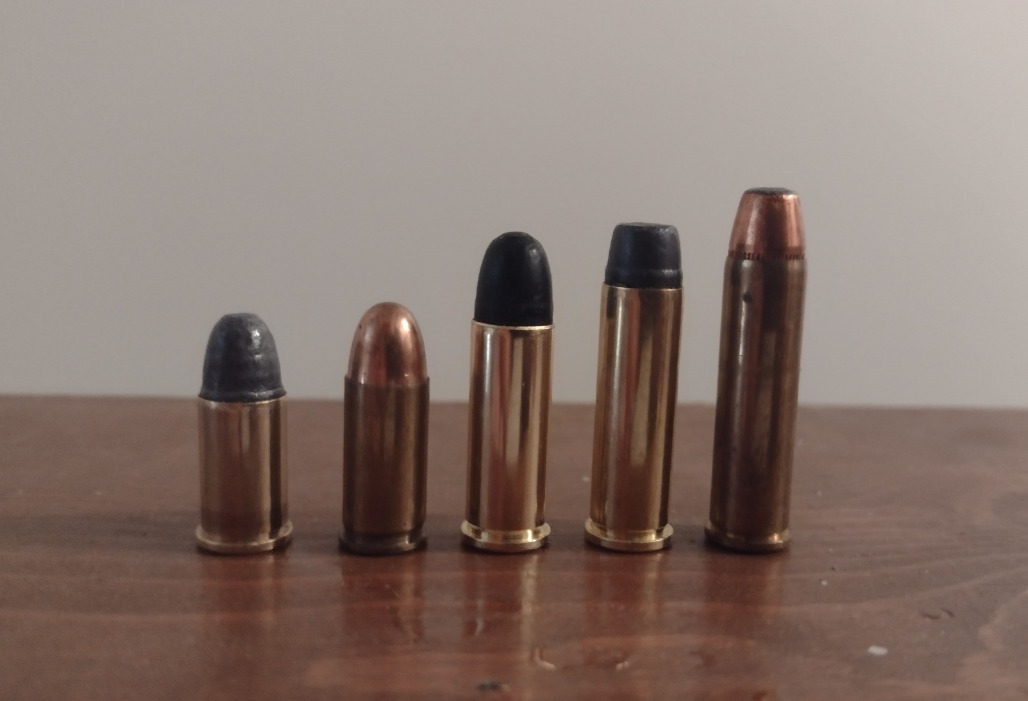
왼쪽에서 오른쪽: .32 쇼트, .32 ACP, .32 S&W 롱, .32 H&R 매그넘 및 .327 페더럴 매그넘.

## 동의어
- .32 오토
- .32 브라우닝 오토
- .32 림리스 스모클리스 (초기 권총에서 사용)[8]
- 7.65mm 브라우닝
- 7.65×17mm
- 7.65×17mm 브라우닝 SR (SR = 세미림드)

## .32 ACP를 사용하는 주요 총기
- 아스트라 A-60
- 바야르 1908
- 베레타 3032 톰캣
- 베레타 M1915
- 베레타 M1935
- 베레타 모델 70[9]
- 베레타 모델 81 및 82
- 베레타 모델 90[10]
- 베르사 84 (루스베르)
- 베르사 썬더 32
- 콜트 M1903
- CZ-27 (Vz. 27)
- CZ-50
- CZ-70
- CZ-83
- CZ 스코르피온 Vz. 61 기관권총
- 드레이제 M1907
- 에르마 KGP-68A "베이비 루거"
- FÉG 37M 피스톨
- FÉG AP 765 피스톨[a]
- FÉG 프롬머 스톱
- FN M1900
- FN 모델 1910 및 1910/22
- 하마다 타이프 피스톨
- 헤클러운트코흐 HK 4 P11
- 헤클러운트코흐 HK P7K3
- 지에페코 모델 1911
- 켈텍 P32
- 라마 부팔로/단톤/라마 I/라마 X-A
- MAB 모델 D
- 마우저 HSc
- 마우저 모델 1914
- 마우저 모델 1934
- 오르트기스 반자동 권총
- 오즈노비셰프 1925
- 파르디니 HP
- 라돔 P-83 와나드
- 레밍턴 51
- 루마니아 피스톨 카르파치 Md. 1974
- 루비
- 자우어 38H
- 새비지 모델 1907
- 시캠 LWS 32
- SIG 자우어 P230
- 스타 이자라
- 스타 모델 1914/1919
- 스타 SIS
- 슈타이어-파이퍼 모델 1908/34
- 타우러스 밀레니엄 PT132
- 타우러스 TCP 732
- 타우러스 PT57
- 발터 PP
- 발터 PPK
- 웰로드 앤 스코트 M1905-M1908[11]
- 웰로드
- 자스타바 M70

## 같이 보기
- .32 NAA
- 유사 직경 (7.0 - 7.99 mm 직경)의 다른 탄약에 대한 7mm 구경
- 데린저
- 권총 탄약 목록
- 권총 및 소총 탄약표

## 참고
1. ↑  FÉG AP 765는 FÉG PA-63의 변형이다.